# Dangerous Love
„Dangerous Love” – singel brytyjskiego muzyka Fuse ODG, z gościnnym udziałem Seana Paula, który został wydany 17 maja 2014 roku przez 3 Beat Records.

## Lista utworów
- Digital download (18 maja 2014)[1]

1. „Dangerous Love” – 3:57

## Notowania na listach sprzedaży
| Kraj            | Lista (2014)    | Najwyższa pozycja | Certyfikat |
| --------------- | --------------- | ----------------- | ---------- |
| Wielka Brytania | Singles Top 200 | 3                 | srebro     |
| Irlandia        | Top 100 Singles | 22                |            |